# Paititi

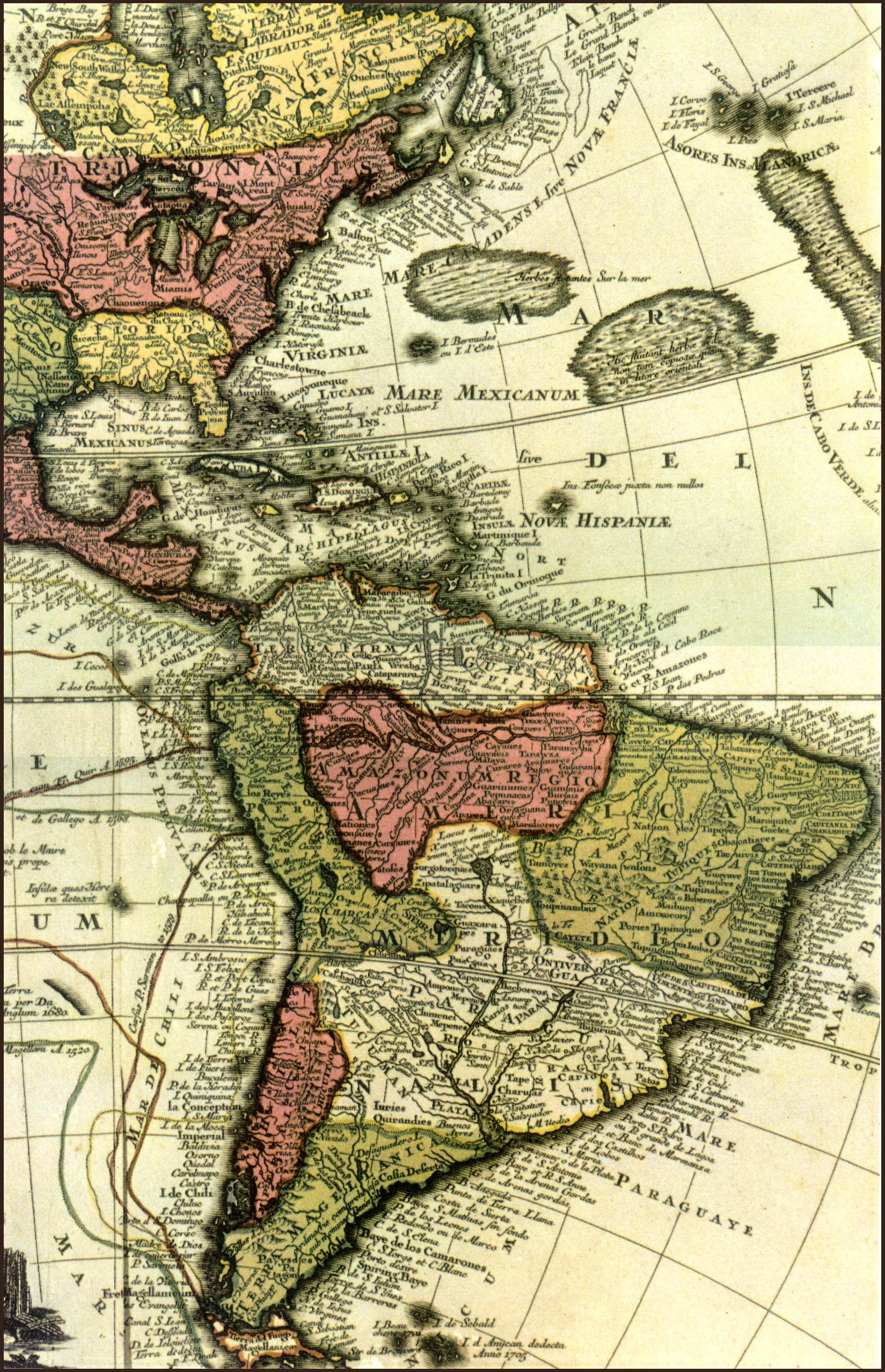
Mapa das Américas, ano 1705

Paititi refere-se a uma lendária cidade perdida no leste do Andes, escondida em algum lugar das florestas tropicais do sudeste do Peru, norte da Bolívia e noroeste do Brasil. No Peru a lenda de Paititi gira em torno da história do herói cultural Inkarrí que, depois de fundar Q'ero e Cuzco, recuou para a selva de Pantiacolla, para viver o resto de seus dias na cidade de refúgio de Paititi. Outras variantes da lenda dizem que Paititi era um refúgio inca na zona fronteiriça entre a Bolívia e Brasil.

## A lenda de Paititi
Segundo lenda locais, Paititi (ou talvez Eldorado), teria como capital uma cidade chamada Manoa - (também conhecida como "a cidade dos telhados resplandecentes"). Uma história passada pelos índios aos conquistadores espanhóis, dizia que Paititi seria um reino encantado, perdido nas selvas, outrora habitado por uma estranha raça de seres, adoradores do Sol, cujo nome seria Ewaipanomas - desprovidos de pescoço e cujos rostos ficariam situados à altura dos seus peitos. Seus templos e imponentes palácios seriam ornados do mais puro ouro. Dizem ainda as lendas que o chefe supremo dessa civilização seria um homem conhecido como "Príncipe Dourado", ou "Eldorado", dotado de aparência resplandecente, cujas vestes e até mesmo o próprio corpo seriam recobertos de ouro, ornados ainda pelas mais belas e valiosas jóias - segundo descrito pelo historiador Fernandes de Oviedo, em 1535.
Em 2001, o arqueólogo italiano Mario Polia descobre o relatório do padre Andrea Lopez nos arquivos dos jesuítas em Roma. Este relatório fala acerca da misteriosa cidade, Paititi, ou talvez Eldorado - um reino perdido situado nos lados inexplorados das florestas peruanas, na região abrangida pelas densas e hostis Selvas Amazônicas. Segundo esse relatório, os missionários Jesuítas daqueles tempos, liderados pelo Padre Andrea Lopez, teriam encontrado Paititi, ou Eldorado (segundo descreveram uma cidade adornado pelo ouro, prata e pedras preciosas) e pediram, então, a devida permissão ao Papa para evangelizar os seus habitantes, o que foi de pronto negado e abafado pela Igreja Católica, escondendo ainda a sua localização, de modo a "evitar uma corrida do ouro ao local e, uma eventual histeria em massa".